# Жуки (Гайнівський повіт)
Жуки (Жукі, пол. Żuki) — село в Польщі, у гміні Кліщелі Гайнівського повіту Підляського воєводства. Населення — 54 особи (2011).

## Історія
Вперше згадується в XVII столітті.
У 1975—1998 роках село належало до Білостоцького воєводства.

## Демографія
Демографічна структура станом на 31 березня 2011 року:
|          | Загалом | Допрацездатний вік | Працездатний вік | Постпрацездатний вік |
| -------- | ------- | ------------------ | ---------------- | -------------------- |
| Чоловіки | 25      | 2                  | 12               | 11                   |
| Жінки    | 29      | 0                  | 6                | 23                   |
| Разом    | 54      | 2                  | 18               | 34                   |